# Medetera occidentalis
Medetera occidentalis är en tvåvingeart som beskrevs av Ignaz Rudolph Schiner 1868. Medetera occidentalis ingår i släktet Medetera och familjen styltflugor.
Artens utbredningsområde är Venezuela. Inga underarter finns listade i Catalogue of Life.